# Augustin Ringeval
Augustin Ringeval (* 13. April 1882 in Aubigny-aux-Kaisnes; † 5. Juli 1967 in Amélie-les-Bains-Palalda) war ein französischer Radrennfahrer.

## Sportliche Laufbahn
Ringeval war im Straßenradsport aktiv. Er gehörte zur frühen Generation französischer Berufsfahrer. Er bestritt die Tour de France achtmal. 1905 wurde er 6., 1907 8., 1910 19. und 1912 30. der Gesamtwertung. 1906, 1908, 1909 und 1913 beendete er die Rundfahrt nicht.
1903 gewann er das Eintagesrennen Paris–Laon. Zweiter wurde er 1905 bei Paris–Valenciennes und bei Paris–Honfleur, 1907 bei Bordeaux–Paris hinter Cyrille Van Hauwaert. In den Rennen der Monumente des Radsports waren die 4. Plätze im Rennen Paris–Roubaix sowie bei Mailand–Sanremo 1908 seine besten Resultate. Im 24-Stunden-Rennen Bol d’Or 1907 in Paris wurde er Zweiter hinter Léon Georget.